# Łukasz Smuglewicz
Łukasz Smuglewicz (ur. 1709 w Warszawie, zm. 26 października 1780 tamże) – polski malarz, nauczyciel malarstwa. 

## Życiorys
Ojciec Antoniego i Franciszka, których matką była Regina z Olesińskich, siostrzenica Szymona Czechowicza. Około połowy XVIII w. otworzył prywatną szkołę malarstwa. Mieściła się ona w kamienicy Pod Fortuną, gdzie mieszkali malarze Szymon Czechowicz i Łukasz Smuglewicz.
Był autorem polichromii i obrazu ukoronowania MB w kościele „na wodzie” w Zwierzyńcu. Dla kopuły kościoła św. Józefa w Podhorcach namalował 8 medalionów. Był autorem jednego z projektów Świątyni Opatrzności Bożej w Warszawie.